# Liste du patrimoine mondial en Équateur
Cet article recense les sites inscrits au patrimoine mondial en Équateur.

## Statistiques
L'Équateur accepte la Convention pour la protection du patrimoine mondial, culturel et naturel le 16 juin 1975. Les premiers sites protégés sont inscrits en 1978.
En 2015, l'Équateur compte 5 sites inscrits au patrimoine mondial, 3 culturels et 2 naturels. 
Le pays a également soumis 5 sites sites à la liste indicative, 3 culturels, 1 naturel et 1 mixte.

## Listes

### Patrimoine mondial
Les sites équatoriens suivants sont inscrits au patrimoine mondial en 2023. Les noms et les graphies sont celles choisies par l'UNESCO. Les superficies des biens transfrontaliers sont celles de leurs parties équatoriennes.
| Site                                                      | Province                                                                      | Type                              | Date | Superficie (ha) | Lien | Notes | Coordonnées                        | Illus. |
| --------------------------------------------------------- | ----------------------------------------------------------------------------- | --------------------------------- | ---- | --------------- | ---- | --- | ---------------------------------- | ------ |
| Centre historique de Santa Ana de los Ríos de Cuenca (es) | Azuay                                                                         | Culturel, (ii), (iv), (v)         | 1999 | 224,14          | 863  | Centre historique de Cuenca | 2° 52′ 59″ sud, 78° 58′ 59″ ouest  |        |
| Îles Galápagos                                            | Galápagos                                                                     | Naturel, (vii), (viii), (ix), (x) | 1978 | 14 066 514      | 1    | Étendu en 2001 pour inclure la réserve marine des Galápagos. En péril de 2007 à 2009. | 0° 49′ 01″ nord, 91° 00′ 00″ ouest |        |
| Parc national Sangay                                      | Chimborazo, Morona-Santiago, Tungurahua                                       | Naturel, (vii), (viii), (ix), (x) | 1983 | 271 925         | 260  | En péril de 1992 à 2005. | 1° 49′ 59″ sud, 78° 19′ 59″ ouest  |        |
| Qhapaq Ñan, réseau de routes andin                        | Azuay, Cañar, Carchi, Chimborazo, Cotopaxi, Guayas, Imbabura, Loja, Pichincha | Culturel, (ii), (iii), (iv), (vi) | 2014 | 40,12           | 1459 | Bien sériel transfrontalier partagé avec l'Argentine, la Bolivie, le Chili, la Colombie et le Pérou, consistant en des tronçons de routes et des sites archéologiques. 24 sites en Équateur. |                                    |        |
| Ville de Quito (es)                                       | Pichincha                                                                     | Culturel, (ii), (iv)              | 1978 | 70,43           | 2    | Centre historique de Quito | 0° 00′ 14″ nord, 78° 30′ 00″ ouest |        |

### Liste indicative
Les sites suivants sont inscrits sur la liste indicative du pays en 2023.
| Site                                                   | Province           | Type                      | Date | Lien | Notes | Coordonnées                       | Illus. |
| ------------------------------------------------------ | ------------------ | ------------------------- | ---- | ---- | ----- | --------------------------------- | ------ |
| Forêt pétrifée de Puyango (es)                         | Loja               | Naturel, (viii), (ix)     | 1998 | 1081 |       | 3° 54′ 18″ sud, 80° 00′ 32″ ouest |        |
| Itinéraire culturel du train trans-andin d'Équateur    | Chimborazo, Guayas | Culturel, (ii), (iv), (v) | 2016 | 6090 |       |                                   |        |
| Mayo-Chinchipe (es) - paysage archéologique de Marañón | Zamora-Chinchipe   | Culturel, (iii), (v)      | 2016 | 6091 |       |                                   |        |
| Parc national Machalilla                               | Manabí             | Mixte                     | 1998 | 1080 |       | 1° 33′ 43″ sud, 80° 49′ 48″ ouest |        |
| Ville minière de Zaruma (es)                           | El Oro             | Culturel, (iv), (v)       | 2016 | 6089 |       | 3° 41′ sud, 79° 36′ ouest         |        |